# Kānī Sīrān
Kānī Sīrān (persiska: کانی سیران) är en ort i Iran.   Den ligger i provinsen Västazarbaijan, i den nordvästra delen av landet, 500 km väster om huvudstaden Teheran. Kānī Sīrān ligger 1 529 meter över havet och antalet invånare är 207.
Terrängen runt Kānī Sīrān är kuperad åt sydost, men åt nordväst är den platt.Runt Kānī Sīrān är det ganska tätbefolkat, med 155 invånare per kvadratkilometer. Närmaste större samhälle är Būkān, 16,1 km sydväst om Kānī Sīrān. Trakten runt Kānī Sīrān består i huvudsak av gräsmarker.